# Offenhausen (Austria)
Offenhausen è un comune austriaco di 1 614 abitanti nel distretto di Wels-Land, in Alta Austria; ha lo status di comune mercato (Marktgemeinde).